# テレサ・グレイヴス
テレサ・グレイヴス（Teresa Graves、出生名：Terresa Graves、1948年1月10日 - 2002年10月10日）はアメリカ合衆国の女優・歌手。
主演作である1974年のテレビドラマ『女刑事クリスティー』は、テレビ史上初めて、アフリカ系アメリカ人女性が1時間もののテレビドラマで主演を務めた作品として知られている。

## 生涯
テキサス州ヒューストン生まれのグレイヴスは、ヴォーカル・グループドゥードゥルタウン・パイパーズの一員として歌うところから芸能人としてのキャリアをスタートした。
その後、女優に転身し、en:Our Place (U.S. TV series)（1967年に放送）とTurn-On (1969年に放送)という番組に出演した。
1969年、グレイヴスはRowan & Martin's Laugh-In の第3シーズンからレギュラーメンバーとして出演した。
数々の映画に出演したのち、グレイヴスは1974年のテレビ映画『血戦!地獄の特捜隊』にて主演を果たした。このテレビ映画はのちにテレビドラマ化され、彼女の上司役としてチャールズ・シオフィとジャック・ケリーが出演した。
雑誌ジェットは、グレイヴスについて「テレビ史上最も陽気な探偵で、ヴィーナスよりも女性的で、タフな女刑事ものの醍醐味である」と評した。
1969年には、ボブ・ホープの USOツアーに参加し、東南アジアに足を運んだ。

## 晩年
グレイヴスは1974年にエホバの証人に入信し、間もなく彼女は自らの知名度を用いて、バンダ政権による一党制が敷かれたマラウィで信者が迫害されていることを世界中に知らせた。
1983年、グレイヴスは芸能界を引退し、宗教活動に専念するようになった。引退後、グレイヴスはカリフォルニア州ロサンゼルス近郊のハイドパークにて、母親の介護にあたっていた。2002年10月10日、グレイヴスの自宅が火事になった。グレイヴスは寝室から意識不明の状態で発見され、病院に救急搬送されたが、その後死亡が確認された。54歳だった。

## 主な出演作品
| 放送年        | 邦題 原題                               | 役柄                 | 備考                                         |
| ------------- | --------------------------------------- | -------------------- | -------------------------------------------- |
| 1969          | Turn-On                                 | レギュラー出演者     | 第1回放送中に打ち切り                        |
| 1970年–1971年 | Rowan & Martin's Laugh-In               | レギュラー出演者     | 26話                                         |
| 1971          | The Funny Side                          | マイノリティの人妻   | 出演回不明                                   |
| 1972          | Keeping Up with the Joneses             |                      | テレビ映画                                   |
| 1972          | The New Dick Van Dyke Show              | Nurse Allen          | 1話                                          |
| 1973          | The Rookies                             | Susan Davis          | 1話                                          |
| 1973          | That Man Bolt                           | Samantha Nightingale |                                              |
| 1974          | MR.バンピラ/眠れる棺の美女 Vampira      | バンピラ伯爵夫人     | 別題Old Dracula Old Drac                     |
| 1974          | Black Eye                               | Cynthia              |                                              |
| 1974          | 血戦!地獄の特捜隊 en:Get Christie Love! | クリスティー・ラブ   | テレビ映画                                   |
| 1974          | 女刑事クリスティー Get Christie Love!   | クリスティー・ラブ   | 上記テレビ映画の連続ドラマ化作品。全22話出演 |

## 受賞歴
| 受賞年 | 賞                   | 結果      | 部門                                   | 作品名             |
| ------ | -------------------- | --------- | -------------------------------------- | ------------------ |
| 1975   | ゴールデングローブ賞 | Nominated | ゴールデングローブ賞女優賞             | 女刑事クリスティー |
| 1977   | en:TP de Oro         | 受賞      | 外国人女優賞 (Mejor Actriz Extranjera) | 女刑事クリスティー |